# Барта, Шандор
Шандор Барта, в русских источниках начала XX века — Александр Барта (до 1914 года — Шандор Блау, венг. Barta Sándor; 7 октября 1897, Будапешт — 3 июня 1938, Москва) — венгерский поэт и беллетрист.

## Биография
Родился под именем Шандор Блау в Будапеште в ремесленной еврейской семье, его отец Симон Рудольф Блау был портным, мать — Каролина Винер. В юности помогал отцу платать одежду. В 1914 году окончил коммерческое училище в Будапеште, в 1915—1917 годах учился на юридическое отделении Будапештского университета (полный курс не закончил).
Свою литературную деятельность начал как поэт-авангардист в 1917 году в группе венгерских активистов («MA»), связанной с писателем и драматургом Лайошем Кашшаком, который оказал на Барта сильное влияние. Был одним из наиболее крайних экспрессионистов-поэтов. К этому периоду относится первый сборник его стихотворений «Красное знамя» (1918). Во время Венгерской советской республики 1919 года был поддерживающим её журналистом. После её разгрома, в начале 1920 года Барта эмигрировал в Вену, где и остался до конца 1925 года. Первые два года венской эмиграции являются для Барта периодом острого духовного кризиса. Пережив падение советской власти в Венгрии и оторвавшись от знакомой ему среды, он сначала пошел по пути наименьшего сопротивления. Рассказы его отличались тогда ярко выраженным пессимизмом, а сатира молодого писателя, имевшая место и в его прежних произведениях, переходит в чистейший дадаизм. Дадаистические памфлеты его собраны в сборнике «Уважаемая мертвецкая».
Следующий этап развития Барта связан с его выходом из разложившейся уже группы венгерских активистов (1923) и по существу представляет собою возврат к «ортодоксальной» программе активистов — к пропаганде «идейной революции» с той поправкой, что руководящая роль в «идейной революции» принадлежит пролетариату. Барта организует новый журнал, «Человек на виселице». Когда издание журнала прекратилось, он вошёл в новую группу бывших венгерских активистов, выпускавших журнал «Клин». С этого времени Барта постепенно преодолевает как идеологическую путаницу «активизма», так и свой экспрессионизм, всё больше и больше тяготея к реализму. Он пишет фантастический роман «Чудесная история», в котором в форме утопии рисует классовую борьбу западного пролетариата. Последний этап развития Барта, его путь к пролетарской литературе, во многом аналогичен развитию И. Р. Бехера.
С 1926 года до своей гибели Барта жил в СССР, являясь активным членом и одним из организаторов «Союза венгерских революционных писателей», членом МАПП. Из тогдашних рассказов Барта некоторые переведены на русский язык и напечатаны в журналах «Вестник иностранной литературы», «Огонёк» и др. Кроме того, его перу принадлежит ряд переводов стихотворений немецких и французских революционных поэтов. В 1938 году учредил в СССР венгероязычный журнал «Új Hang» («Новый голос»), однако 14 марта был арестован на основе сфабрикованных обвинений, 22 мая приговорён к смерти, а 3 июля казнён. Посмертно реабилитирован 29 августа 1957 года.

## Семья
- Жена — Эржи Уйвари (урождённая Эржебет Кашшак[4]; 1899, Эршекуйвар — 1940, Москва), поэтесса, сестра писателя Лайоша Кашшака.
  - Дочь — Жужа Барта (1924—1992), театральный режиссёр; сын — Дьёрдь Барта (1930—1993).